# Sabina Gjulbalajewna Achmedowa
Sabina Gjulbalajewna Achmedowa (russisch Сабина Гюльбалаевна Ахмедова, engl. Transliteration Sabina Gyulbalaevna Akhmedova, aserbaidschanisch Səbinə Gülbəlay qızı Əhmədova; * 23. September 1981 in Baku, AsSSR, Sowjetunion) ist eine russische Theater- und Filmschauspielerin.

## Leben
Achmedowa studierte ab ihrem 16. Lebensjahr für vier Jahre am Institute of Modern Arts in Moskau. Während dieser Zeit gab sie ihr Bühnendebüt. Ab 2006 studierte sie am Lee Strasberg Theatre and Film Institute in Los Angeles.
Mit dem Filmschauspiel begann sie in mehreren russischen Fernsehserien. Von 2006 bis 2008 verkörperte sie in insgesamt 105 Episoden der Fernsehserie The Club die Rolle der Tamara. Sie übernahm 2016 in den Filmen Guardians of the Night – The Vampire War und Earthquake – Die Welt am Abgrund größere Rollen.

## Filmografie (Auswahl)
- 2002: 3 Legendary Men (3 bogatyrja/Три богатыря) (Mini-Serie)
- 2003: Ewlampija Romanowa. Sledstwije wedjot diletant (Евлампия Романова. Следствие ведёт дилетант) (Fernsehserie)
- 2004: The Bachelors (Cholostjaki/Холостяки) (Fernsehserie, 4 Episoden)
- 2005: Anna (Анна)
- 2006–2008: The Club (Klub/Клуб) (Fernsehserie, 105 Episoden)
- 2007: The Saboteur 2: The End of the War (Diwersant 2: Konjez wojny/Диверсант 2: Конец войны) (Fernsehserie, 10 Episoden)
- 2008: Taxi Man
- 2009: Love in the Big City (Ljubow w bolschom gorodje/Любовь в большом городе)
- 2009: Olimpius Inferno (Олимпиус Инферно)
- 2009: High Security Vacation (Kanikuly strogogo reschima/Каникулы строгого режима)
- 2009: Lustige Typen (Wjeseltschaki/Весельчаки)
- 2010: The Resolve (Fernsehserie, 2 Episoden)
- 2011: Slove (Prjamo w serdze/Прямо в сердце)
- 2011: Things I Learned from Falling Flat on My Face (Fernsehserie, Episode 1x01)
- 2011: Format A4 (Формат А4) (Fernsehserie, 16 Episoden)
- 2011: The Life and Adventures of Mishka Yaponchik (Schisn i prikljutschenija Mischki Japontschika/Жизнь и приключения Мишки Япончика) (Fernsehserie)
- 2012: Uçurum (Fernsehserie)
- 2012: 8 erste Dates (8 perwych swidanij/8 Первых свиданий)
- 2013: Blue Dream
- 2013: Siberia (Sibir/Сибирь) (Fernsehserie, 13 Episoden)
- 2014: The Red Road (Fernsehserie, 2 Episoden)
- 2014: The Ninth Cloud
- 2014: Babes & Chicks (Defftschonki/Деффчонки) (Fernsehserie, 2 Episoden)
- 2014: 8 New Dates (8 nowych swidanij/8 нoвых свиданий)
- 2015: Florence Fight Club (Wstawaj i bejsja/Вставай и бейся)
- 2015: The Norseman (Norweg/Норвег)
- 2015: Wojna polow (Война полов)
- 2016: The Classmates (Odnoklassnizy/Одноклассницы)
- 2016: House of Others (Tschuschoj dom/Чужой дом)
- 2016: Guardians of the Night – The Vampire War (Notschnyje straschi/Ночные стражи)
- 2016: Earthquake – Die Welt am Abgrund (Semletrjasenije/Землетрясение)
- 2016: Hotel Russia (Gostiniza ‘Rossija‘/Гостиница 'Россия') (Fernsehserie)
- 2017: Favorites (Ljubimzy/Любимцы)
- 2017: Good Day (Choroshij djen/Хороший день) (Kurzfilm)
- 2018: Po tu storonu smerti (По ту сторону смерти) (Fernsehserie, 3 Episoden)
- 2018: The Golden Horde (Solotaja Orda/Золотая Орда) (Fernsehserie, 16 Episoden)
- 2018: Insomnia (Fernsehserie, 6 Episoden)
- 2018: Mednoje solnze (Медное солнце) (Mini-Serie)
- 2018: Rusalki
- 2019: Mamy tschempionow (Мамы чемпионов) (Fernsehserie, 20 Episoden)
- 2019: Choroshaja schena (Хорошая жена) (Fernsehserie)
- 2019–2020: Russian Affairs (Soderschanki/Содержанки) (Fernsehserie, 15 Episoden)
- 2020: Call-Center (Koll-zentr/Колл-центр) (Fernsehserie, 8 Episoden)
- 2020: Dark Spell (Priworot. Tshernoje wentschanije/Приворот. Черное венчание)